# إدواردو بيريرا
إدواردو بيريرا (بالإسبانية: Eduardo Pereira)‏ (مواليد 21 مارس 1958) هو لاعب كرة قدم. يلعب مع منتخب الأوروغواي لكرة القدم. سبق له أن لعب في كأس العالم لكرة القدم مع منتخب بلاده.

## روابط خارجية
- إدواردو بيريرا على موقع الاتحاد الدولي (مؤرشف)  (الإنجليزية)
- إدواردو بيريرا على موقع الاتحاد الأوربي (الإنجليزية)
- إدواردو بيريرا على موقع قاعدة بيانات كرة القدم.إي يو (الإنجليزية)
- إدواردو بيريرا على موقع ناشيونال فوتبول تيمز (الإنجليزية)
- إدواردو بيريرا على موقع عالم كرة القدم.نت (الإنجليزية)